# Wilhelm Kuhlmann (Politiker, 1889)
Wilhelm Ernst August Kuhlmann (* 24. Juni 1889 in Buchholz (bei Stadthagen); † 15. Oktober 1951 in Brandshof) war ein deutscher Politiker (SPD).

## Leben
Wilhelm Kuhlmann wurde als Sohn eines Ziegelarbeiters und Korbmachers geboren. Beruflich war er als Waldarbeiter im Staatlichen Forst Brandshof tätig. 1925 rückte er für den ausgeschiedenen Abgeordneten Heinrich Kapmeier in den Landtag des Freistaates Schaumburg-Lippe nach. Aus Protest gegen die politische Entwicklung legte er 1933 zusammen mit den sozialdemokratischen Abgeordneten Wilhelm Behrens, Heinrich Ohlhorst und Franz Reuther sein Landtagsmandat nieder.
Wilhelm Kuhlmann war seit 1912 verheiratet.